# Organisazija
Organisazija (russisch Организация) ist ein Weiler (chutor) in der Oblast Kursk in Russland. Er gehört zum Rajon Medwenka und zur Landgemeinde (selskoje posselenije) Nischnereuttschanski selsowjet.

## Geographie
Der Ort liegt gut 34,5 km Luftlinie südwestlich des Oblastverwaltungszentrums Kursk im südwestlichen Teil der Mittelrussischen Platte, 7,5 km westlich des Rajonverwaltungszentrums Medwenka sowie 7 km vom Sitz des Dorfsowjet – Nischni Reutez und 58 km von der Grenze zwischen Russland und der Ukraine entfernt am Fluss Reut (linker Nebenfluss des Seim).

### Klima
Das Klima im Ort ist wie im Rest des Rajons kalt und gemäßigt. Es gibt während des Jahres eine erhebliche Niederschlagsmenge. Dfb lautet die Klassifikation des Klimas nach Köppen und Geiger.

## Bevölkerungsentwicklung
| Jahr | Einwohner |
| ---- | --------- |
| 2002 | 84        |
| 2010 | ▼69       |

Anmerkung: Volkszählungsdaten

## Verkehr
Organisazija liegt 9 km von der Fernstraße föderaler Bedeutung M2 „Krim“ (ein Teil der Europastraße E105), 15 km von der Straße regionaler Bedeutung 38K-004 (Djakonowo – Sudscha – Grenze zur Ukraine), 7 km von der Straße interkommunaler Bedeutung 38N-185 (M2 „Krim“ – Gachowo), an der Straße 38N-195 (38N-185 – 38K-004) und 25 km vom nächsten Bahnhof Djakonowo (Eisenbahnstrecke Lgow-Kijewskij – Kursk) entfernt.
Der Ort liegt 95 km vom internationalen Flughafen von Belgorod entfernt.